# Le Sueur (Minnesota)
Le Sueur ist eine Kleinstadt (mit dem Status „City“), die größtenteils im Le Sueur County und zu einem kleineren Teil im Sibley County im US-amerikanischen Bundesstaat Minnesota liegt. Das U.S. Census Bureau hat bei der Volkszählung 2020 eine Einwohnerzahl von 4.213 ermittelt.

## Geografie
Le Sueur liegt im mittleren Südosten Minnesotas am Minnesota River auf 44°27′57″ nördlicher Breite und 93°54′32″ westlicher Länge. Die Stadt erstreckt sich über 14,56 km², die sich auf 13,91 km² Land- und 0,65 km² Wasserfläche verteilen.
Benachbarte Orte von Le Sueur sind Henderson (10,1 km nördlich), Belle Plaine (22,9 km nordöstlich), Le Center (22 km südöstlich) und Ottawa (10,3 km südsüdwestlich).
Die nächstgelegenen größeren Städte sind Minneapolis (92 km nordöstlich), Minnesotas Hauptstadt Saint Paul (102 km in der gleichen Richtung), Rochester (153 km südöstlich), Iowas Hauptstadt Des Moines (351 km südlich), Omaha in Nebraska (490 km südwestlich), Sioux Falls in South Dakota (287 km westsüdwestlich) und Fargo in North Dakota (420 km nordwestlich).

## Verkehr
Der U.S. Highway führt durch den Norden von Le Sueur. Die Minnesota State Route 112 führt von ihrem nordwestlichen Endpunkt als Hauptstraße durch die Stadt und verlässt diese in südlicher Richtung. Westlich des Minnesota River liegt an der Einmündung in den US 169 der südliche Endpunkt der Minnesota State Route 93. Neben der Brücke des US 169 im Norden der Stadt existiert eine weitere Querung des Minnesota Rivers in Höhe des Stadtzentrums von Le Sueur. Alle weiteren Straßen innerhalb von Le Sueur sind untergeordnete Fahrwege oder innerstädtische Verbindungsstraßen.
Parallel zum Minnesota River verläuft eine Eisenbahnstrecke der Union Pacific Railroad, der größten Eisenbahngesellschaft des Landes.
Mit dem Le Sueur Municipal Airport liegt ein kleiner Flugplatz im Süden der Stadt. Der nächste Großflughafen ist der Minneapolis-Saint Paul International Airport (87,2 km nordöstlich).

## Demografische Daten
Nach der Volkszählung im Jahr 2010 lebten in Le Sueur 4058 Menschen in 1640 Haushalten. Die Bevölkerungsdichte betrug 291,7 Einwohner pro Quadratkilometer. In den 1640 Haushalten lebten statistisch je 2,41 Personen.
Ethnisch betrachtet setzte sich die Bevölkerung zusammen aus 90,6 Prozent Weißen, 0,8 Prozent Afroamerikanern, 0,3 Prozent amerikanischen Ureinwohnern, 0,8 Prozent Asiaten sowie 5,9 Prozent aus anderen ethnischen Gruppen; 1,5 Prozent stammten von zwei oder mehr Ethnien ab. Unabhängig von der ethnischen Zugehörigkeit waren 11,9 Prozent der Bevölkerung spanischer oder lateinamerikanischer Abstammung.
25,0 Prozent der Bevölkerung waren unter 18 Jahre alt, 58,4 Prozent waren zwischen 18 und 64 und 16,6 Prozent waren 65 Jahre oder älter. 51,6 Prozent der Bevölkerung war weiblich.

Das mittlere jährliche Einkommen eines Haushalts lag bei 50.906 USD. Das Pro-Kopf-Einkommen betrug 24.101 USD. 11,3 Prozent der Einwohner lebten unterhalb der Armutsgrenze.